# Militära grader i Singapore
Militära grader i Singapore visar tjänstegraderna i Singapores försvarsmakt. Singapore har ett trebefälssystem som kan jämföras med det som fanns i Sverige före 1972. Dessutom finns en speciell befälskår med militärexperter.

## Befälsordning
Officerare väljs ut bland värnpliktiga under grundutbildning eller under gruppchefsutbildningen. Avlagd studentexamen eller examen från yrkeshögskola är ett grundläggande utbildningskrav. Underofficerare (Warrant officers) rekryteras från underbefälet. Sedan 2010 kan framstående fast anställda underbefäl övergå till underofficerskarriären redan efter sex års anställning. Framstående värnpliktiga underbefäl kan bli underofficerare i mobiliseringsförbanden. Underbefälet (Specialists) utväljs bland värnpliktiga under grundutbildningen. Avlagd studentexamen eller examen från yrkeshögskola är även här ett grundläggande utbildningskrav. De flesta underbefäl är värnpliktiga. Detta gäller även för de högre underbefälsgraderna i mobiliseringsförbanden.

## Försvarsmaktens tjänstegrader

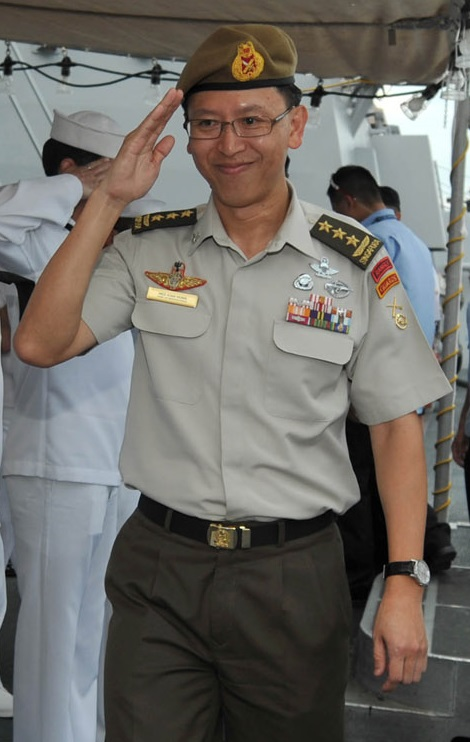
Generallöjtnant

Alla försvarsgrenar använder samma tjänstegrader och gradbeteckningar. Det är bara i flottan som flaggmännen har särskilda amiralsgrader.
| Tjänstegrad                               | Military Domain Experts | Svensk motsvarighet                           | Grad- beteckning     |
| ----------------------------------------- | ----------------------- | --------------------------------------------- | -------------------- |
| COMMISSIONED OFFICERS                     |                         |                                               |                      |
| General Admiral                           | -                       | General                                       | ..                   |
| Lieutenant-General Vice Admiral           | -                       | Generallöjtnant Viceamiral                    |                      |
| Major-General Rear Admiral (Two-Star)     | Military Expert 9       | Generalmajor Konteramiral                     |                      |
| Brigadier-General Rear Admiral (One-Star) | Military Expert 8       | Brigadgeneral Flottiljamiral                  |                      |
| Colonel                                   | Military Expert 7       | Överste                                       |                      |
| Senior Lieutenant-Colonel                 | -                       | Överstelöjtnant med särskild tjänsteställning |                      |
| Lieutenant-Colonel                        | Military Expert 6       | Överstelöjtnant                               |                      |
| Major                                     | Military Expert 5       | Major                                         |                      |
| Captain                                   | Military Expert 4       | Kapten                                        |                      |
| Lieutenant                                | -                       | Löjtnant                                      |                      |
| Second Lieutenant                         | -                       | Fänrik                                        |                      |
| WARRANT OFFICERS                          |                         |                                               |                      |
| Chief Warrant Officer                     | -                       | Regementsförvaltare                           |                      |
| Senior Warrant Officer                    | -                       | Regementsförvaltare                           |                      |
| Master Warrant Officer                    | -                       | Regementsförvaltare                           |                      |
| First Warrant Officer                     | Military Expert 3       | Regementsförvaltare                           |                      |
| Second Warrant Officer                    | -                       | Förvaltare                                    |                      |
| Third Warrant Officer                     | -                       | Förvaltare                                    |                      |
| SPECIALISTS                               |                         |                                               |                      |
| Master Sergeant                           | Military Expert 2       | Fanjunkare                                    |                      |
| Staff Sergeant                            | -                       | Fanjunkare                                    |                      |
| First Sergeant                            | -                       | Fanjunkare                                    |                      |
| Second Sergeant                           | Military Expert 1       | Förste sergeant                               |                      |
| Third Sergeant                            | -                       | Sergeant                                      |                      |
| ENLISTEES                                 |                         |                                               |                      |
| Corporal (First Class )                   | -                       | Furir                                         |                      |
| Corporal                                  | -                       | Korpral                                       |                      |
| Lance-Corporal                            | -                       | Vicekorpral                                   |                      |
| Private (First Class)                     | -                       | Menig 1kl                                     |                      |
| Private                                   | -                       | Menig                                         | ingen gradbeteckning |
| Recruit                                   | -                       | Rekryt                                        | ingen gradbeteckning |

1. 1 2 3 4 5 6 7 8 9 10  Dessa grader kan innehas av värnpliktiga under första tjänstgöring.[2]

## Frivilligkårens tjänstgöringsgrader
Singapore Armed Forces Volunteer Corps (SAFVC) är en frivilligorganisation för de som inte är underkastade värnpliktslagstiftningen, dvs. kvinnor, utlänningar med permanent uppehållstillstånd samt invandrare vilka blivit naturaliserade medborgare.